# Gomesophis brasiliensis
Gomesophis brasiliensis (бразильська риюча змія) — вид змій родини полозових (Colubridae). Ендемік Бразилії. Це єдиний представник монотипового роду Gomesophis.

## Поширення і екологія
Tomodon dorsatus мешкають в бразильських штатах Ріу-Гранді-ду-Сул, Санта-Катаріна, Парана, Сан-Паулу, Мінас-Жерайс і Гояс. Вони живуть в саванах серрадо і галерейних лісах, трапляються в заплавах і на болотах, на висоті до 1650 м над рівнем моря. Ведуть нічний спосіб життя. Живляться черв'яками.